# Angela Salafia
Angela Salafia (Napoli, 12 febbraio 1979) è una politica italiana, deputato della XVIII legislatura della Repubblica Italiana con il Movimento 5 Stelle.

## Biografia
Dopo la maturità scientifica si laurea in Giurisprudenza nel 2004 presso l'Università LUISS Guido Carli di Roma, ottenendo poi l'abilitazione alla professione di avvocato nel 2010. Parallelamente all'attività forense, è stata collaboratrice alla cattedra di Diritto Commerciale presso la LUISS.

## Attività politica
Iscritta al Movimento 5 Stelle, alle elezioni politiche del 2018 è eletta alla Camera dei Deputati nel collegio plurinominale Lazio 1 - 02. Durante la XVIII Legislatura è stata membro della Commissione Giustizia, all'interno della quale è stata capogruppo del Movimento 5 Stelle dal 2018 al 2019, e della Commissione Antimafia. 
Ha presentato come prima firmataria la pdl n. 844 del 2018 in materia di class action, poi approvata definitivamente dal Senato con legge n. 31 del 3 aprile 2019.
Alle elezioni politiche del 2022 è ricandidata alla Camera nelle liste del Movimento 5 Stelle nel  collegio uninominale Lazio 1 - 03 (Roma: Municipio V), ottenendo il 17,97% e venendo superata da Fabio Rampelli del centrodestra (43,15%) e Rossella Muroni del centrosinistra (26,85%), e in seconda posizione nel collegio plurinominale Lazio 1 - 01, non risultando eletta. 